# Borș

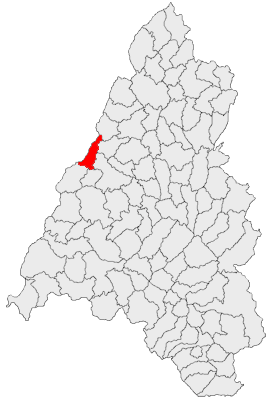
Lage der Gemeinde Borș im Kreis Bihor

Borș ist eine Gemeinde im Kreis Bihor im Nordwesten Rumäniens.

## Lage
Borș liegt im Westen des Kreises Bihor, an der Grenze zu Ungarn, in 12 Kilometer Entfernung von Oradea. Zur Gemeinde Borș gehören die Dörfer Sântion, Santăul Mic und Santăul Mare. Der Grenzübergang Borș befindet sich an den Europastraßen E 60 und E 79.

## Nachbarorte
| Nagykereki (Ungarn)     | Santăul Mic                                 | Bikaria |
| Biharkeresztes (Ungarn) | Kompassrose, die auf Nachbargemeinden zeigt | Paleu   |
| Girișu de Criș          | Sintion                                     | Oradea  |

## Etymologie
Im Jahr 1215 erschien die Ortschaft unter der Bezeichnung Bursi in einer Urkunde. Der Historiker Ostváth Pál belegt in seinem Werk „Sárrét járása“, das 1875 in Oradea erschienen ist, dass der Ort nach einem ungarischen Feldherren namens Bors benannt wurde.

## Geschichte

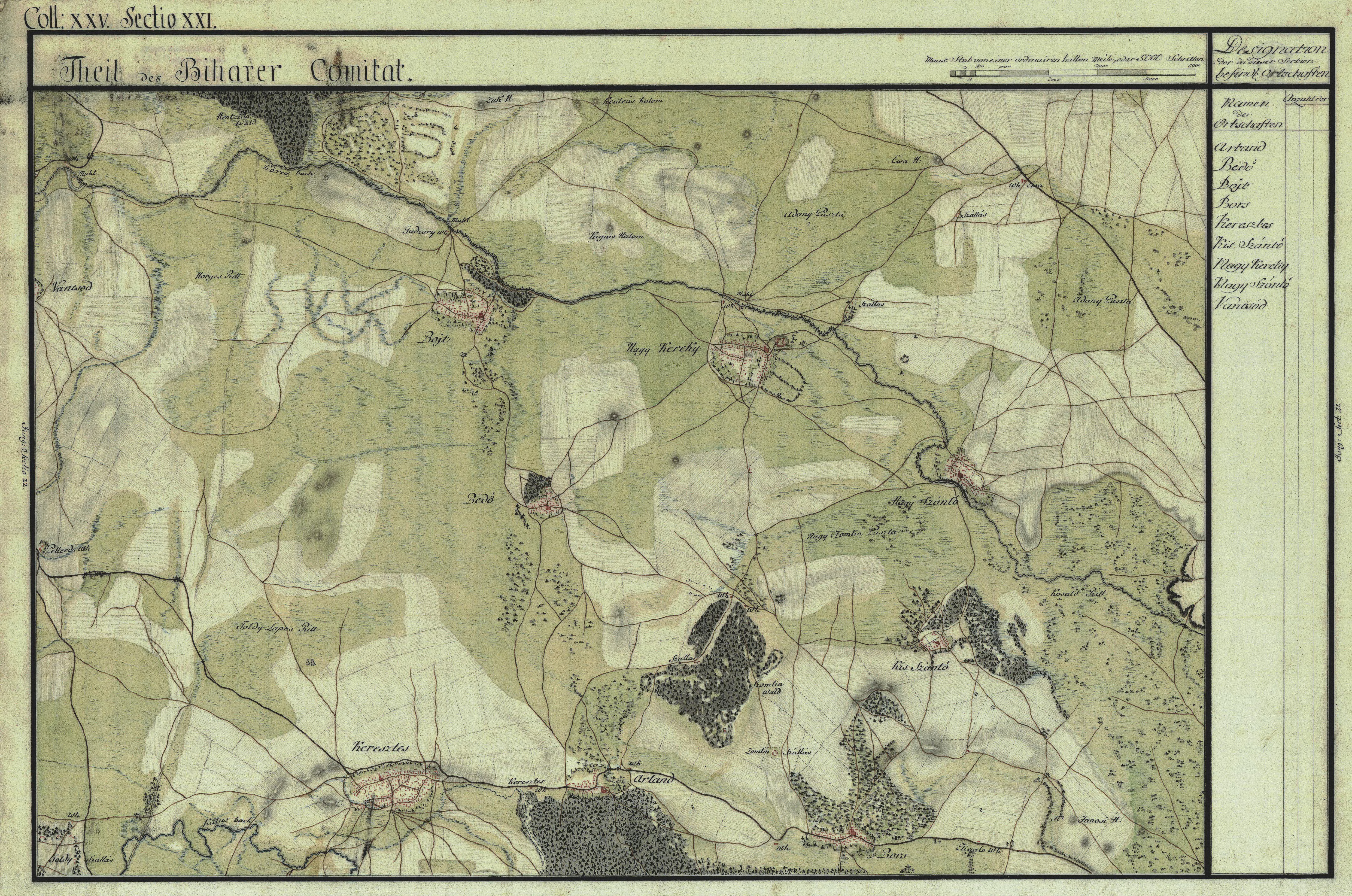
Borș (Bors) in der Josephinischen Landesaufnahme von 1782–1785.

Urkundlich wurde der Ort im 12. Jahrhundert erstmals erwähnt. Im Laufe der Geschichte durchlief die Ortschaft mehrere Entwicklungsphasen. Seit dem 14. Jahrhundert gehört Borș zum Bistum Oradea Mare. Während der Türkeninvasion wurde der Ort völlig zerstört. Erst ab dem 18. Jahrhundert begann sich Borș wirtschaftlich zu entwickeln. Im 19. Jahrhundert fand eine rege Bautätigkeit statt. Die Gebäude aus jener Zeit sind heute noch repräsentativ für die Gemeinde. Bedingt durch die staatspolitischen Gegebenheiten wechselte Borș im Laufe der Zeit mehrfach die Verwaltung. Borș war bis 1918 ein ungarisches Dorf, als es infolge des Vertrags von Trianon Rumänien zugeteilt wurde.
Heute ist in Borș ein Grenzübergang zwischen Rumänien und Ungarn.

## Demographie
| Volkszählung | Volkszählung | Ethnische Zusammensetzung | Ethnische Zusammensetzung | Ethnische Zusammensetzung | Ethnische Zusammensetzung |
| Jahr         | Bevölkerung  | Rumänen                   | Ungarn                    | Deutsche                  | andere                    |
| ------------ | ------------ | ------------------------- | ------------------------- | ------------------------- | ------------------------- |
| 1880         | 3384         | 227                       | 3111                      | 40                        | 6                         |
| 1890         | 3926         | 213                       | 3698                      | 13                        | 2                         |
| 1910         | 3498         | 63                        | 3428                      | 1                         | 6                         |
| 1930         | 3626         | 341                       | 3253                      | 2                         | 30                        |
| 1941         | 3366         | 30                        | 3335                      | -                         | 1                         |
| 1977         | 3941         | 280                       | 3655                      | 2                         | 4                         |
| 1992         | 3285         | 151                       | 3127                      | 1                         | 6                         |
| 2002         | 3409         | 198                       | 3190                      | -                         | 21                        |
| 2011         | 3946         | 441                       | 3389                      | 4                         | 112                       |
| 2021         | 4267         | 621                       | 3422                      | 3                         | 221 (31 Roma)             |

## Persönlichkeiten
- Pál Rácz (1928–1986), Diplomat und Offizier der Volksrepublik Ungarn